# Гавел, Вацлав
Ва́цлав Гавел (чеш. Václav Havel; 5 октября 1936, Прага — 18 декабря 2011, Градечек, район Трутнов, Краловеградецкий край) — чешский писатель, драматург, диссидент, антикоммунист, правозащитник и государственный деятель, последний президент Чехословакии (1989—1992) и первый президент Чехии (1993—2003). Один из основателей Гражданского форума. Член Европейского совета по толерантности и примирению.

## Биография

### Происхождение и ранние годы
Родился 5 октября 1936 года в Праге в чешской семье.
Дед, Вацлав Гавел (1861—1921) — предприниматель в области строительства. В числе прочего построил пражскую Люцерну на Вацлавской площади (1907—1920) и основал кинокомпанию «Люцернафильм» (1912 год). Продолжателями его дела стали отец Вацлав (1897—1979) и его дядя Милош (1899—1968). До начала Второй мировой войны во владении семьи Гавелов была киностудия «Баррандов», рестораны фирмы «Люцерна», охотничий домик на Чешско-Моравской возвышенности (а при нём — 1400 га леса, ежегодно сдававшихся в аренду) и дома на пражской набережной Влтавы.
Мать, Божена Гавлова, урождённая Вавречкова (1913—1970), происходила из семьи Гуго Вавречки, редактора газеты «Lidove noviny» («Народная газета»), во времена межвоенной чехословацкой республики — посла в Венгрии и Австрии. С 1932 года он был директором обувных заводов фабриканта Томаша Бати, а в 1938 году недолгое время занимал пост министра пропаганды.
В июне 1935 года Божена Вавречкова вышла за него замуж. Вацлав был их старшим сыном. В 1938 году родился Иван.
2 сентября 1942 года, в годы немецкой оккупации, Вацлав поступил в начальную школу в Ждярце. Учился в третьем классе, когда в мае 1945 года немецкие войска оставили Чехословакию.
В 1947 году Вацлав окончил начальную школу в Ждярце. Сразу же после этого его отправили в школу-интернат для мальчиков в Подебрадах, где он должен был начать самостоятельную жизнь. Интернат имени короля Иржи, расположенный в Подебрадском замке, изначально был рассчитан на детей, осиротевших в годы войны. Однако очень быстро школа стала привлекательна как для сыновей прежней элиты, так и коммунистов, и в итоге настоящие сироты — как, например, Милош Форман, — оказались в меньшинстве.
После прихода к власти коммунистов в 1948 году имущество семьи было конфисковано. Вацлав был исключён из средней школы как сын противника нового режима.
В 1950 году поступил в химическую лабораторию и одновременно начал учиться в вечерней гимназии в Праге. В 1954 году он получил свидетельство о среднем образовании. В 1955 году Гавел поступил в ЧВУТ на транспортный факультет, кафедра экономики транспорта, где учился до 1957 года. Безуспешно пытался перевестись в факультет кино, после чего не был принят назад в ЧВУТ.

### Начало писательской деятельности
В 1955 году впервые выступил как литературный критик и вскоре становится достаточно известным в литературных кругах. В это время появляются его первые пьесы.
С 1957 по 1959 год был призван на военную службу.
В 1960 году начал работать в театре Na zábradlí, сначала как техник, впоследствии как драматург (до 1968 года). В этом же театре в декабре 1963 года был поставлен первый спектакль Гавела «Садовый праздник». Через год этот спектакль был показан в Западном Берлине в театре Шиллера.
Из-за своего буржуазного происхождения Гавел долго не мог получить желаемое гуманитарное образование. Ему удалось окончить училище по специальности «химик-лаборант» и параллельно окончить вечернюю гимназию. В 1966 году ему также удалось закончить заочное отделение театрального факультета Академии исполнительских искусств в Праге.
В 1965 году вошёл в состав редакции литературно-художественного журнала «Тварж» (Лицо). К этому времени относятся первые запреты чехословацкой цензурой его произведений. Признание за границей приходит к нему в этот же период.

### Диссидентская деятельность
После ввода войск в Чехословакию начал активно вести диссидентскую и антикоммунистическую деятельность, участвовать в борьбе за западную демократию и права человека. Приходившие из-за границы гонорары позволили Гавелу долгое время не работать ради заработка.
В 1975 году появилось его «Открытое письмо Густаву Гусаку». Был одним из авторов «Хартии 77».
В октябре 1977 года по обвинению в «покушении на интересы республики за рубежом» был приговорён к 14 месяцам тюрьмы условно, но уже через пару месяцев он был обвинён в «нападении на государственного служащего при исполнении последним служебных обязанностей» и арестован. До марта 1978 года находился в тюрьме, затем дело было прекращено.
Выйдя на свободу, стал одним из организаторов Комитета по защите несправедливо преследуемых. 29 мая 1979 года вновь был арестован по обвинению в попытке свержения существующего строя. В октябре 1979 года в ходе судебного процесса над группой диссидентов был осуждён к лишению свободы сроком на 4,5 года. В феврале 1983 года наказание было заменено на домашний арест из-за проблем со здоровьем.
В 1984 году написал эссе «Политика и совесть», в котором говорил о «политике без политики»: «Я выступаю за „антиполитическую политику“, то есть политику, понимаемую не как технология власти и манипулирования, не как кибернетическая система управления человеческими существами и не как мастерство прагматика, а как один из путей поиска и достижения осмысленной жизни, защиты такой жизни и служения ей. Я выступаю за политику как практическую мораль, как служение истине, как по существу человеческую и измеримую человеческими мерками заботу о наших собратьях. Да, этот подход в нашем мире является крайне непрактичным и с трудом применим к повседневной жизни. Но я не вижу лучшей альтернативы».

### Бархатная революция
В 1989 году вновь был арестован, Иржи Прохазка вспоминал об этом:
Незадолго до нашей добржишской конференции в январе Вацлава Гавела посадили. Юлиан Семёнов немедленно прилетел в Прагу и отправился в ЦК КПЧ, ходатайствовал за него у Рудольфа Гегенбарта и министра внутренних дел Кинцла. Вернулся он успокоенный, поскольку эти государственные деятели гарантировали, что ещё до открытия конференции на Добржиши Гавел будет на свободе.
С выступления пражских студентов осенью 1989 года началась «Бархатная революция». Гавел был одним из инициаторов создания «Гражданского форума», ставшего главной оппозиционной силой в Чехии. Популярность Гавела как политика быстро росла.
28 декабря 1989 года парламентом Чехословакии был принят конституционный закон о кооптации, согласно которому освободившиеся в результате отставок 23 коммунистов места в парламенте были замещены новыми депутатами без проведения всенародных выборов по решению самого парламента.

### Президент Чехословакии

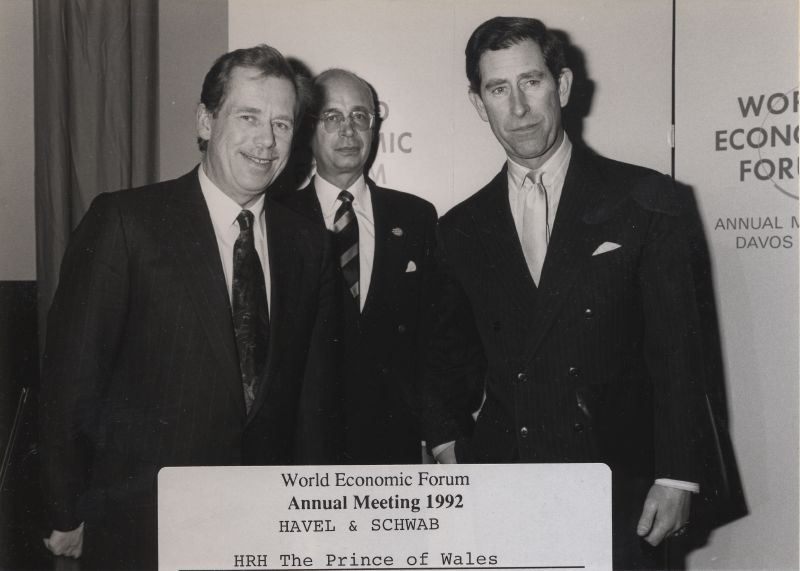
Вацлав Гавел, Клаус Шваб и принц Уэльский Чарльз на Всемирном экономическом форуме, 1992 год

В 1989 году, после того, как Коммунистическая партия Чехословакии лишилась властных полномочий, а Густав Гусак пообещал уйти в отставку, началось выдвижение кандидатов на пост президента. Помимо Гавела, в Гражданском форуме рассматривалась также кандидатура Александра Дубчека. 8 декабря руководство Гражданского форума приняло решение о поддержке Вацлава Гавела (за поддержку проголосовали 37 из 43 членов расширенного кризисного штаба). Ему пообещали пост будущего председателя Федерального собрания. Его кандидатура от Гражданского форума была представлена общественности 10 декабря 1989 года. После этого Гражданский форум начал широкую предвыборную кампанию под лозунгом «Гавела — на Град». Активное содействие в этом оказал новый премьер-министр Мариан Чалфа, который, несмотря на формальное членство в КПЧ, провёл с Гавелом конфиденциальные переговоры и вступил с ним в политический альянс.
16 декабря 1989 года выступил по Чехословацкому телевидению с предвыборной речью. В обращении к телезрителям он заявил буквально следующее:

Двадцать лет официальная пропаганда твердила, что я враг социализма, что я хочу реставрировать капитализм, что я нахожусь на службе мирового империализма, который за это меня щедро вознаграждает. Что, наконец, я хочу быть владельцем предприятий и эксплуатировать людей. Эти все заявления были ложью, и скоро начнут выходить книги, из которых будет видно, кто я есть и о чём думаю.
Комбинацией всенародной поддержки и согласований в среде парламентариев удалось добиться того, что и коммунисты-парламентарии выбрали президентом своего основного противника. 29 декабря 1989 года на совместном заседании обеих палат Федерального собрания Чехословакии во Владиславском зале пражского Града Гавел был единогласно избран президентом — первым некоммунистическим президентом за последние 40 лет. Этой победой прежняя оппозиция закончила период больших демонстраций, были прекращены забастовки и деятельность забастовочных комитетов, и общество стало возвращаться к нормальному образу жизни.
Первый его президентский срок продолжался полгода — до первых свободных выборов. Это был верх его властных полномочий: Коммунистическая партия Чехословакии была в упадке, а новая политическая сцена ещё не возникла. Некоторые его решения до сих пор вызывают противоречивую оценку, например, внеочередная широкая амнистия. В начале 1990 года из тюрем были выпущены многие преступники, сразу же продолжившие свою криминальную деятельность. Главной свою целью в этот период Гавел видел не борьбу с коммунистическим режимом, а подготовкой свободных выборов и определением основных принципов демократического общества. Обещания этого периода выглядят очень самонадеянно и символически, без осознания серьёзности ситуации.
5 июля 1990 года начался второй его президентский срок, избранием уже свободно выбранным Федеральным собранием, в котором преобладали представители Гражданского форума и Общественности против насилия. На политической сцене появились новые сильные фигуры, конкурирующие с Гавелом, прежде всего Вацлав Клаус из Чехии и Владимир Мечьяр из Словакии. Они внесли свой вклад в формирование новой партийной системы и смогли собрать массовую поддержку. При этом между Чехией и Словакией нарастало напряжение, подогретое как различной политической ориентацией представителей двух республик, так и негибкой конституцией федерации, которая переставала работать после прекращения коммунистического диктата в парламентах. Гавел однозначно стоял на позиции сохранения федерации двух республик.
Выборная кампания 1990 года была объявлена сокращённой, зато на полноценных выборах в 1992 году в Чехии победила руководимая Вацлавом Клаусом правая Гражданская демократическая партия, а в Словакии — националистическое Движение за демократическую Словакию Владимира Мечьяра. Партии, близкие Гавелу, такие, как Гражданское движение, проиграли выборы. Распаду совместного государства не помешало даже голосование Федерального собрания о Чехословакии как унии (по запросу М. Земана) — это решение было проигнорировано обеими сторонами. Вацлав Гавел ушёл с президентского поста за три месяца до окончания своего мандата 20 июля 1992 года по причине неизбрания Федеральным собранием на следующий срок, а также потому, что увидел конец Чехословакии неизбежным.
Несмотря на неуспех во внутренней политике, во время президентства ему удалось вернуть Чехословакию в международную политику и продемонстрировать западную ориентацию. Успех внешней политики демонстрируют государственные визиты той поры: в 1989 году Чехословакию посетили папа Иоанн Павел II и президент США Джордж Буш. Важным моментом был и выход из сферы влияния СССР, символизированный выводом советских войск и прекращением деятельности политических структур советского блока, в частности, Организации Варшавского договора и СЭВ. Страна под его руководством работала над получением членства в западных организациях, а также над построением отношений между странами центральной Европы на новых основах, прежде всего в рамках Вышеградской группы.
С президентством Гавела времён Чехословакии связывают также первые экономические реформы.

### Президент Чехии
2 февраля 1993 года стал первым президентом независимой Чехии. Его друг Иван Медек был назначен директором канцелярии президента. В 1995 году Вацлав Гавел стал Иностранным членом Американского философского общества.
В 1998 году был переизбран на второй президентский срок.
В 1999 году газета Ле Монд опубликовала слова Гавела в поддержку вторжения сил НАТО в Югославию:

Я думаю, что во вторжении НАТО в Косово имеется элемент, в котором никто не может сомневаться: воздушные атаки, бомбы не вызваны материальной заинтересованностью. Их характер — исключительно гуманитарный: главную роль играют принципы, права человека, которые имеют приоритет даже над государственным суверенитетом. Это делает вторжение в Федерацию Югославия законным даже без мандата ООН.
Оригинальный текст (фр.)DANS l'intervention de l'OTAN au Kosovo, je pense qu'il y a un élément que nul ne peut contester : les raids, les bombes, ne sont pas provoqués par un intérêt matériel. Leur caractère est exclusivement humanitaire : ce qui est en jeu ici, ce sont les principes, les droits de l'homme auxquels est accordée une priorité qui passe même avant la souveraineté des Etats. Voilà ce qui rend légitime d'attaquer la Fédération yougoslave, même sans le mandat des Nations unies.

Позже отрицал: «ужасный термин „гуманитарные бомбардировки“ я, разумеется, не только не придумал, но и никогда не использовал и использовать не мог, поскольку у меня, осмелюсь утверждать, есть вкус».
Поддерживал политику санкций западных стран в отношении Ирака, был одним из авторов Письма восьмерых в поддержку вторжения США в Ирак.

### 2011 год
В 2011 году, под давлением ряда известных политических и общественных деятелей Европы, в том числе и Вацлава Гавела, было отменено вручение ежегодной премии «Квадрига» премьер-министру Российской Федерации В. В. Путину. Сам Гавел получил эту премию в 2009 году.
До смерти высказал свою точку зрения на то, что происходит в России после выборов в Государственную думу 4 декабря 2011 года. Его текст, напечатанный на страницах «Новой газеты», стал последней прижизненной публикацией Вацлава Гавела в российской прессе.
— Думаю, что российское общество ведёт борьбу с самой жёсткой из всех известных форм посткоммунизма, с этакой особенной комбинацией старых стереотипов и новой бизнес-мафиозной среды. Возможно, политологи найдут связь сложившейся в России ситуации с нынешними арабскими революциями, но лично я слышу в происходящем, прежде всего, эхо крушения «железного занавеса», отзвук политических перемен 1989—1990 годов.
Поэтому я уверен, что необходимо, в первую очередь, убедить граждан России в том, что режим, который преподносится им под видом демократии, никакой демократией не является. Этот режим отмечен лишь некоторыми — крайне формальными — приметами демократии.
Не может быть и речи о демократии до тех пор, пока власть оскорбляет достоинство граждан, подминает под себя правосудие, средства массовой информации и манипулирует результатами выборов.
Но самой большой угрозой для России было бы равнодушие и апатия людей. Напротив. Они должны неустанно добиваться признания и соблюдения своих прав и свобод. Оппозиционным структурам следует объединиться, сформировать теневое правительство и разъяснять свою программу людям по всей России.
Оппозиции следует создать влиятельные правовые институты для защиты граждан от полицейского и правового произвола.

Оппозиция должна обратиться к соотечественникам, которые на личном опыте убедились в действенности демократических свобод на Западе, с призывом вспомнить о своих корнях и поддержать развитие гражданского общества на родине.

#### Смерть

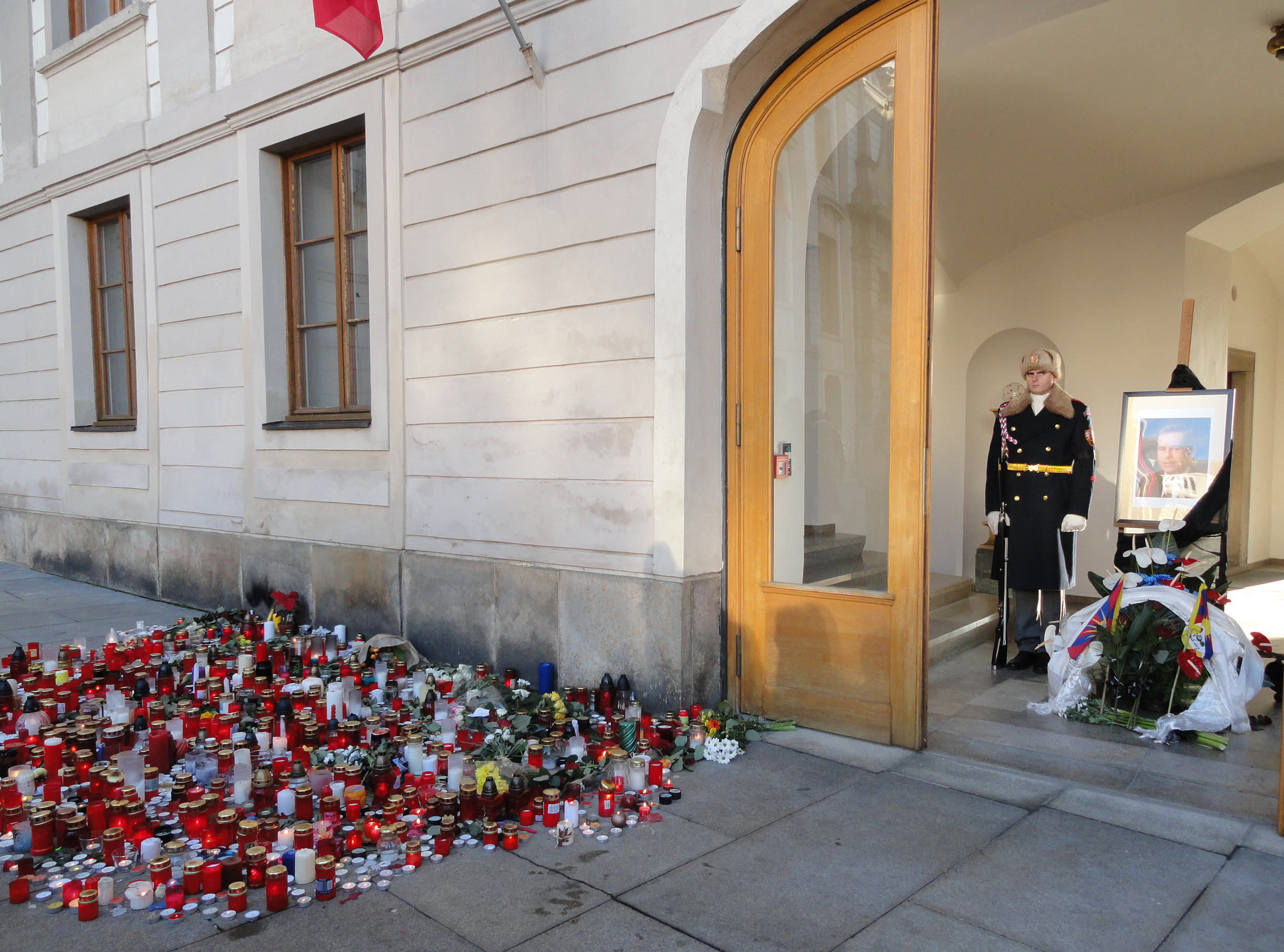
Почётный караул у траурного портрета Вацлава Гавела. Пражский Град, 19 декабря 2011 года.

Перенёсший в течение своей 75-летней жизни немало сложных операций, страдал от воспаления дыхательных путей и жил под наблюдением врачей и жены — актрисы театра и кино Дагмар Вешкрновой-Гавловой. Незадолго до смерти успел осуществить свою мечту, сняв художественный фильм. Летом 2011 года его режиссёрский дебют — картина «Уход» — был представлен в программе Московского международного кинофестиваля. Сам режиссёр из-за тяжёлой болезни на показ приехать не смог. Последние месяцы жизни он провел в своем загородном доме в Градечке под Трутновом, где скончался 18 декабря 2011 года. После его смерти в стране объявлен трёхдневный траур.
Известие о его смерти подтвердила пресс-секретарь экс-президента страны Сабина Танцевова.
Прощание прошло 23 декабря в соборе Святого Вита в Пражском граде и завершилось в большом зале пражского Страшницкого крематория. Прах экс-президента Чехии захоронен в семейной могиле Гавелов на пражском Кладбище Винограды.
В отличие от других глав государств, ни президент Российской Федерации Д. А. Медведев, ни Председатель Правительства В. В. Путин лично не выразили соболезнований чешской стороне. Российские власти ограничились официальным письмом, которое направило посольство Российской Федерации в Чехии. В Рунете была реализована гражданская инициатива по выражению соболезнований жителям Чехии, а также семье умершего.

## Идеи
В своих речах и публикациях Вацлав Гавел часто использовал слово Абсурдистан — ироническое название для страны, в которой абсурдные вещи стали нормой, особенно в политике и правительстве. Первоначально термин получил распространение среди диссидентов, которые обозначали им социалистические страны Восточной Европы. В последнее время употребление термина расширилось на ближневосточные страны и страны постсоветского пространства.

## Награды
- Большая цепь ордена Белого льва (октябрь 2003 года).
- Орден Томаша Гаррига Масарика I степени (октябрь 2003 года).
- Президентская медаль Свободы (июль 2003 года, США).
- Филадельфийская медаль Свободы (1994 год, США).
- Компаньон ордена Канады (март 2004 года, Канада).
- Рыцарь Большого креста ордена Бани (март 1996 года, Великобритания).
- Большой крест ордена Почётного легиона (март 1990 года, Франция).
- Командор ордена искусств и литературы (февраль 2001 года, Франция).
- Особая степень Большого креста ордена «За заслуги перед Федеративной Республикой Германия» (май 2000 года, Германия).
- Большой крест на цепи ордена «За заслуги перед Итальянской Республикой» (27 марта 2002 года, Италия)[28].
- Цепь ордена Изабеллы Католической (июль 1995 года, Испания).
- Большая цепь ордена Свободы (декабрь 1990 года, Португалия).
- Австрийский почётный знак «За науку и искусство» (ноябрь 2005 года, Австрия).
- Орденская цепь со знаком Большого креста ордена За заслуги перед Венгерской Республикой (сентябрь 2001 года, Венгрия).
- Орден Белого орла (18 октября 1993 года, Польша)[29].
- Орден «Ecce homo» (2006 год, Польша).
- Орден Двойного белого креста 1 класса (29 января 2003 года, Словакия)[30].
- Золотой Орден Свободы (ноябрь 1993 года, Словения).
- Большой крест ордена Святого Олафа (Норвегия).
- Орден Трёх звёзд I степени с цепью (6 июля 1999 года, Латвия)[31].
- Золотая цепь ордена Витаутаса Великого (16 сентября 1999 года, Литва)[32].
- Памятный знак за личный вклад в развитие трансатлантических отношений Литвы и по случаю приглашения Литовской Республики в НАТО (12 февраля 2003 года, Литва)[33].
- Орден Креста земли Марии с цепью (30 мая 1996 года, Эстония)[34].
- Орден князя Ярослава Мудрого ІІІ степени (19 августа 2006 года, Украина) — за весомый личный вклад в развитие международного сотрудничества, укрепление авторитета и положительного имиджа Украины в мире, популяризацию её исторических и современных достижений[35].
- Орден Победы имени Святого Георгия (10 октября 2011 года, Грузия)[36].
- Орден Турецкой Республики (октябрь 2000 года, Турция).
- Цепь ордена Хусейна ибн Али (сентябрь 1997 года, Иордания).
- Цепь ордена Звезды Иордании (Иордания).
- Рыцарь большой ленты ордена Белого слона (Таиланд).
- Высший орден Хризантемы (Япония).
- Большая лента специального класса ордена Бриллиантовой звезды (ноябрь 2004 года, Китайская Республика).
- Цепь ордена Южного Креста (октябрь 1990 года, Бразилия).
- Большой крест ордена Риу-Бранку (сентябрь 1996 года, Бразилия).
- Цепь ордена Освободителя Сан-Мартина (сентябрь 1996 года, Аргентина).
- Большой крест ордена Солнца Перу (Перу).
- Медаль Восточной Республики Уругвай (сентябрь 1996 года, Уругвай).
- Премия принцессы Астурийской в номинации «Коммуникации и гуманитарные науки» (1997 год).
- Почётный гражданин Праги.
- Почётный гражданин Пльзеня.
- Почётный гражданин Лоуни.
- Почётный гражданин Братиславы (19 ноября 2009 года, Словакия)[37].
- Почётный гражданин Будапешта (2013 год, Венгрия, посмертно)[38].
- Почётный гражданин Вроцлава (2001 год, Польша)[39].
- Почётная медаль ТГМ от «Демократического движения Масарика» (1997)[40]
- Медаль Карла Крамаржа (16 апреля 2009)[41].
- Медаль Балтийской ассамблеи (2007)[42].

## Творчество

### Драматургия
- «Аудиенция»
- «Уход»
- «Праздник в саду»
- «Уведомление»

### Кинорежиссёр
- 2011 — «Уход»

## Память

### Кинофильмы о Гавеле
- 2008 — «Гражданин Гавел». Режиссёры: Павел Коутецки, Мирослав Янек.
- 2009 — «Гражданин Гавел катит бочку». Режиссёры: Ян Новак, Адам Новак.
- «Гражданин Гавел на отдыхе»
- 2020 — «Гавел». Режиссёр: Славек Хорак.

### Премии Вацлава Гавела
В апреле 2012 года Фондом по правам человека учреждена Премия Вацлава Гавела «За креативный протест».
В марте 2013 года Парламентской ассамблеей Совета Европы, Библиотекой Вацлава Гавела в Праге и чешским фондом «Хартия 77» учреждена международная Премия имени Вацлава Гавела. Премия «за гражданское мужество и выдающиеся достижения в области прав человека» вручается ежегодно в октябре. Церемония награждения проходит в Страсбурге, затем следует чествование лауреата в Праге.

### Объекты, названные в честь Вацлава Гавела
- 5 октября 2012 года аэропорт Прага переименован в «Пражский аэропорт имени Вацлава Гавела».
- В 2016 году в Киеве, в Соломенском районе переименован бульвар Ивана Лепсе в честь В. Гавела, а также одноимённая остановка скоростного трамвая.
- В начале октября 2016 года площадь Вацлава Гавела появилась во внутреннем дворе Народного театра в Праге.
- В Тбилиси, в районе Сабуртало существует мемориальный парк Вацлава Гавела с установленным памятником.